# Guatimozín (Córdova)
Guatimozín é um município da província de Córdova, na Argentina.